# Reşat
Reşat ist ein türkischer und osmanischer männlicher Vorname arabischer Herkunft mit der Bedeutung „Einschlagen des rechten Weges“. Individuell kommt vereinzelt die abweichende Schreibweise Reşad vor.

## Verbreitung
Der Name kommt in Deutschland seit 2011 fast jedes Jahr in der Namensgebung vor. In den letzten 10 Jahren wurden etwa 50 Jungen so genannt. In Österreich wurde der Name seit 1984 nur in den Jahren 2014, 2016 und 2017 jeweils ein Mal vergeben. In der Schweiz tragen 77 Personen diesen Namen (Stand 2023). Die Vergabe ist auch in Dänemark, Schweden, Finnland und Slowenien nachgewiesen.

## Namensträger
- Reşat Nuri Güntekin (1889–1956), türkischer Schriftsteller und Dramatiker
- Reşat Karakuyu (* 1928), türkischer Autor
- Reşad Ekrem Koçu (1905–1975), türkischer Historiker, Autor und Publizist
- Mehmed V. Reşad (1844–1918), Sultan des Osmanischen Reiches und Kalif der Muslime